# Kanton Ambazac
Kanton Ambazac is een kanton van het Franse departement Haute-Vienne. Kanton Ambazac maakt deel uit van de arrondissementen Limoges (11) en Bellac (4) en telt 18.420 inwoners in 2018.

## Gemeenten
Het kanton Ambazac omvatte tot 2014 de volgende 7 gemeenten:
- Ambazac (hoofdplaats)
- Bonnac-la-Côte
- Les Billanges
- Rilhac-Rancon
- Saint-Laurent-les-Églises
- Saint-Priest-Taurion
- Saint-Sylvestre

Na de herindeling van de kantons bij decreet van 20 februari 2014, met uitwerking op 22 maart 2015, omvatte het kanton 16 gemeenten.

Op 1 januari 2019 werd de gemeente Saint-Pardoux opgenomen in de fusiegemeente (commune nouvelle) Saint-Pardoux-le-Lac en bij decreet van 5 maart 2020 overgeheveld naar het kanton Bellac.
Sindsdien omvat het kanton volgende gemeenten : 
- Ambazac
- Bersac-sur-Rivalier
- Bessines-sur-Gartempe
- Les Billanges
- Bonnac-la-Côte
- Folles
- Fromental
- Jabreilles-les-Bordes
- La Jonchère-Saint-Maurice
- Laurière
- Razès
- Saint-Laurent-les-Églises
- Saint-Léger-la-Montagne
- Saint-Sulpice-Laurière
- Saint-Sylvestre